# INTA-300
INTA-300 était la deuxième fusée-sonde à deux étages espagnole développée par l'Institut national de technique aérospatiale à partir de 1968, après l'expérience acquise avec INTA-255. Ses deux étages dérivaient de ceux de la fusée Fulmar (en) britannique : Heron et Snipe. Elle a été construite pour transporter 50 kg de charge utile jusqu'à 250 km de haut. Le premier étage avait un temps de combustion de 3 secondes, générant une poussée de 138 kN, tandis que le deuxième étage brûlait pendant 16 secondes, générant une poussée de 16,3 kN.

## Historique
Le développement s'est déroulé lentement, le premier INTA-300 ayant été lancé le 18 février 1981 depuis El Arenosillo, moment auquel le financement du projet a été coupé. Il a fallu dix ans pour qu'il y ait à nouveau des fonds. Trois moteurs sont restés du projet d'origine et l'un d'eux a été mis en marche pour vérifier leur état. Les deux autres ont été montés sur des fusées modifiées distinctes, capables de transporter des charges plus élevées. Ces fusées modifiées ont été nommées INTA-300B, et toutes deux ont été lancées avec succès, la première le 21 octobre 1993 et la seconde le 16 avril 1994.

## Historique des lancements

Schéma de INTA-300

| Site de lancement     | Date       | Code                       | Objectif | Résultat |
| --------------------- | ---------- | -------------------------- | -------- | -------- |
| El Arenosillo, Moraba | 09/10/1974 | INTA IT-P1-7401 (F-74001)  | Test     | Succès   |
| El Arenosillo         | 21/10/1975 | INTA IT-P2-7501 (F-75001)  | Test     | Succès   |
| El Arenosillo         | 28/06/1978 | INTA IT-SIB-7801 (Marelli) | Test     | Succès   |
| El Arenosillo         | 18/02/1981 | INTA IT-P4-8101            |          | Succès   |
| El Arenosillo         | 21/10/1993 | IAA (FEIROX/FEIROH)        |          | Succès   |
| El Arenosillo         | 16/04/1994 | IAA (O2-INTA300)           |          | Succès   |